# Maximilian Binder (Verwaltungsbeamter)
Maximilian (Max) Binder (* 8. September 1863 in Stuttgart; † 19. August 1941 in Vaihingen) war ein württembergischer Verwaltungsbeamter.

## Leben
Binders Vater war Ortssteuerbeamter. Maximilian Binder studierte Jura, u. a. in Tübingen, und trat 1881 in den Wingolfsbund Tübingen ein. Nach Abschluss des Studiums 1886 trat er in die württembergische Innenverwaltung ein und war bis 1909 in den Oberämtern Nagold, Reutlingen und Münsingen tätig. Zwischenzeitlich war er Polizeikommissar bei der Stadt Stuttgart und Rechtskundelehrer an der Landwirtschaftlichen Akademie in Hohenheim. 1910 wurde Binder Oberamtsvorstand in Calw, 1917 dann Regierungsrat bei der Regierung des Jagstkreises in Ellwangen. Nach dem Ersten Weltkrieg war er hauptsächlich bei der Regierung des Schwarzwaldkreises Reutlingen tätig, zwischenzeitlich auch Amtsverweser in Backnang, Weinsberg und Herrenberg. 1924 wurde er im Zuge der Auflösung der Kreisregierungen einstweilig pensioniert. Seine endgültige Pensionierung erfolgte jedoch erst 1929, nachdem er 1925 noch als Amtsverweser in Ehingen und Spaichingen amtierte.